# 페팅 (바이에른주)

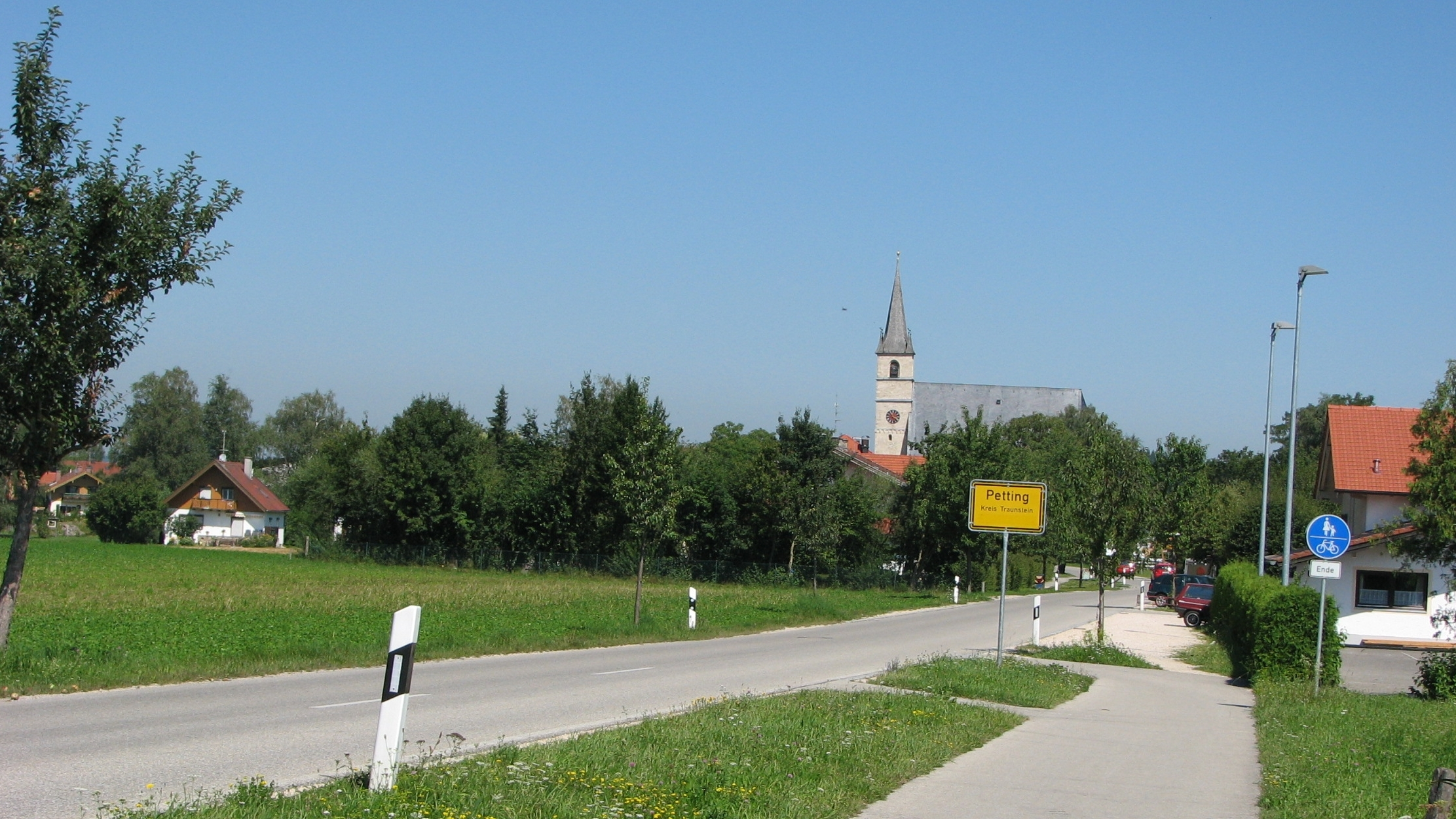

페팅(독일어: Petting)은 독일 바이에른주 오버바이에른 현 트라운슈타인 군에 있는 마을이다. 아우크스부르크에서 남쪽으로 약 5km에 경계를 접하고 있다. 2015년 기준으로 인구는 2,321명이다.